# Cintruénigo
Cintruénigo es una villa y un municipio español de la Comunidad Foral de Navarra, situado en la Merindad de Tudela, en la Ribera de Navarra, en la comarca de Tudela, en el curso bajo del río Alhama y a 92 km de la capital de la comunidad, Pamplona. Su población en 2024 era de 8108 habitantes (INE).

## Toponimia
Los gentilicios de Cintruénigo son cirbonero y cirbonera, aplicables al masculino y femenino, respectivamente. Este gentilicio proviene del siglo XVI en que Cintruénigo tuvo una gran expansión, cuando unos habitantes del pueblo soriano de Cerbón, próximo a Fuentes de Magaña y ribereños también del río Alhama, y a causa de una gran hambruna en esa zona, se establecieron en Cintruénigo y crearon un barrio que se llamaba El barrio de los Cerboneros. Este barrio con el tiempo se integró en el casco del pueblo, y el gentilicio se extendió a todos los habitantes de Cintruénigo y derivó en el de cirboneros, que es el que ha llegado hasta nuestros días.[cita requerida]

## Geografía
La localidad de Cintruénigo está situada al sur de la Comunidad Foral de Navarra dentro de la Ribera de Navarra y a una altitud de 391 m sobre el nivel del mar. Su término municipal tiene una superficie de 35,4 km² y limita al norte y noroeste con el municipio de Corella, al este y sur con el de Tudela y al oeste con el de Fitero.

### Barrios
En esta localidad hay varios barrios que han ido evolucionando con el tiempo.
Desde el casco viejo, donde están el Ayuntamiento y la iglesia, se ha ido extendiendo la localidad, hacia los cuatro puntos cardinales:
Hacia el norte, yendo por la antigua carretera de Pamplona, las Bodegas de Julián Chivite y Cirbonera, llevaron a formar un barrio denominado "La Jamaica", que está formado por varias calles de viviendas unifamiliares; actualmente, esta zona está en gran expansión.
Subiendo hacia la carretera Madrid se encuentra el barrio llamado "Corella", denominado así por la importante presencia de vecinos de la citada localidad; así mismo en dirección opuesta existe el barrio denominado "Korea" en la parte sur, donde a las tres calles originales formadas hace más de 50 años se han añadido una nueva barriada de viviendas de protección oficial y unas pistas deportivas.

## Demografía
Cintruénigo cuenta con una población de 8333 habitantes (INE 2024).
| Gráfica de evolución demográfica de Cintruénigo entre 1842 y 2021                                                   |
| |
| Población de derecho según los censos de población del INE Población de hecho según los censos de población del INE |

Pirámide de población
Los datos de la pirámide de población de 2010 se pueden resumir así:
- La población menor de 20 años es el 22,31 % del total.
- La comprendida entre 20-40 años es el 32,57 %.
- La comprendida entre 40-60 años es el 25,06 %.
- La mayor de 60 años es el 20,05 %.

El municipio tiene una estructura, típica en el régimen demográfico moderno, la cual se caracteriza por la evolución hacia el envejecimiento progresivo de la población.

## Economía
Agricultura
De los 35,4 km² del término municipal, 33,5 km² son superficie agrícola, la cual está dividida en 7868 subparcelas.
Entre los cultivos de la zona destaca dentro de las hortalizas el del espárrago, y el de la alcachofa de penca (variedad diferente de la alcachofa común).
También destaca el cultivo de la vid, de gran importancia cultural en la localidad, con la consecuente presencia de varias bodegas, y el del olivo.
Industria
De la industria presente en el municipio destacaba la de la elaboración del alabastro, con decenas de fábricas existentes y que en la actualidad han cerrado debido a la competencia de China. También existen varias fábricas de muebles. Cuenta igualmente con la fábrica conservera Camporel.
Muchos de los antiguos trabajadores del alabastro se pasaron a la construcción, surgiendo varias empresas dedicadas dicho sector, pero debido a la crisis de 2012 han tenido que cerrar.

## Símbolos

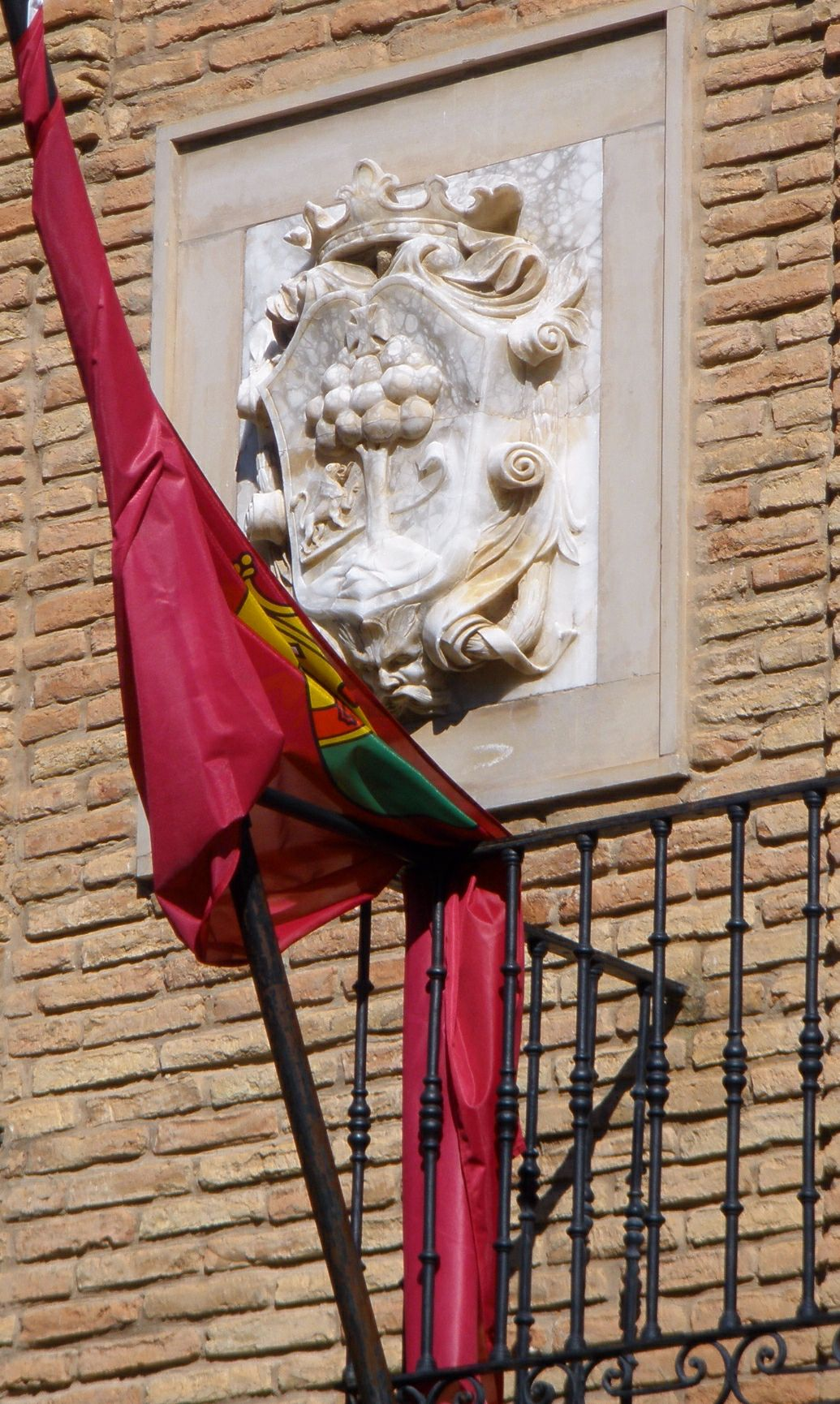
Escudo y bandera de Cintruénigo en la fachada del Ayuntamiento

El escudo de armas de la villa de Cintruénigo tiene el siguiente blasón:

Trae de oro y un árbol de sínople en terreno de lo mismo. En el centro del jefe una cruz de gules de ocho puntas. Del flanco diestro del centro arranca una cinta de gules que atraviesa el tronco del árbol y sobre ella un león contornado y lampasado de gules.

El león y la cinta podrían venir de algún sello o escudo antiguo de la villa, mientras que el árbol y la cruz, elementos propios de las armas de Sobrarbe, podrían haber sido introducidos hacia el siglo XVI.

## Administración y política

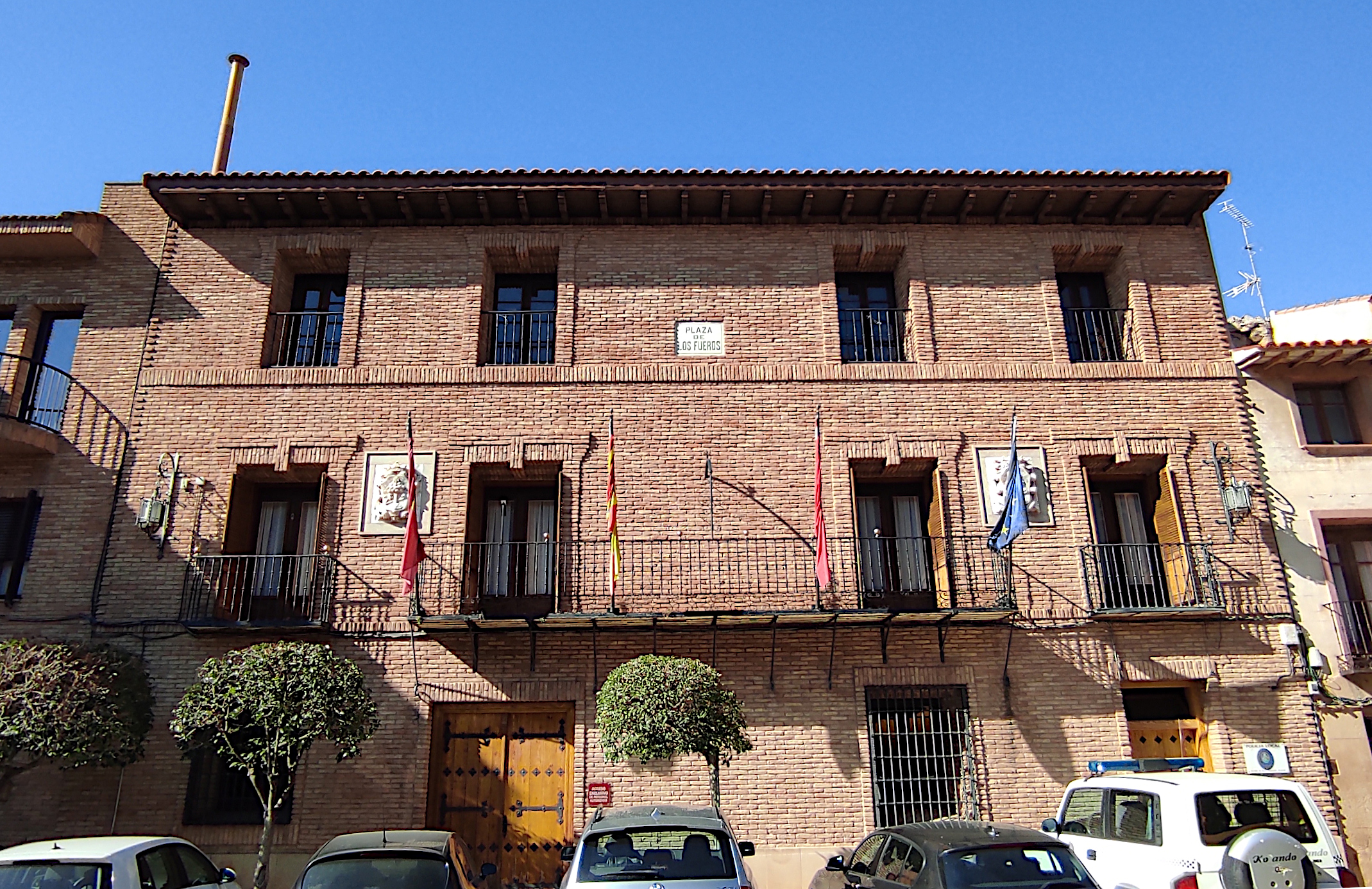
Casa consistorial de Cintruénigo, en la plaza de los Fueros

La administración política se realiza desde 1979 a través de un Ayuntamiento de gestión democrática cuyos componentes se eligen cada cuatro años por sufragio universal. El censo electoral está compuesto por todos los residentes empadronados en ella mayores de 18 años con nacionalidad española y de los otros países miembros de la Unión Europea. Según lo dispuesto en la Ley del Régimen Electoral General, que establece el número de concejales elegibles en función de la población del municipio, la corporación municipal está formada por 13 concejales. La sede del consistorio está emplazada en la plaza de los Fueros, 1.
| Periodo   | Nombre                 | Partido | Partido                                  |
| --------- | ---------------------- | ------- | ---------------------------------------- |
| 1979-1983 | Daniel Marín Martínez  |         | Unión de Centro Democrático (UCD)        |
| 1983-1987 | Daniel Marín Martínez  |         | Unión del Pueblo Navarro (UPN)           |
| 1987-1995 | Carlos Chivite Cornago |         | Partido Socialista de Navarra (PSN-PSOE) |
| 1995-2007 | Faustino León Chivite  |         | Unión del Pueblo Navarro (UPN)           |
| 2007-2011 | Adolfo Navascués       |         | Partido Socialista de Navarra (PSN-PSOE) |
| 2011-2019 | Raquel Garbayo         |         | Unión del Pueblo Navarro (UPN)           |
| 2019-2023 | Óscar Bea Trincado     |         | Navarra Suma (NA+)                       |
| 2023-act. | Óscar Bea Trincado     |         | Unión del Pueblo Navarro (UPN)           |

| Partido político                            | 2023  | 2023       | 2019               | 2019               | 2015  | 2015       | 2011  | 2011       | 2007  | 2007       | 2003  | 2003       | 1999  | 1999       | 1995  | 1995       |
| Partido político                            | %     | Concejales | %                  | Concejales         | %     | Concejales | %     | Concejales | %     | Concejales | %     | Concejales | %     | Concejales | %     | Concejales |
| Unión del Pueblo Navarro (UPN)              | 44,90 | 6          | Navarra Suma (NA+) | Navarra Suma (NA+) | 42,11 | 6          | 36,16 | 5          | 39,79 | 5          | 49,99 | 7          | 54,89 | 7          | 51,92 | 7          |
| Partido Socialista de Navarra (PSN-PSOE)    | 35,82 | 5          | 38,79              | 5                  | 31,42 | 5          | 28,07 | 4          | 33,07 | 5          | 47,33 | 6          | 42,72 | 6          | 40,69 | 6          |
| Partido Popular (PP)                        | 11,09 | 1          | Navarra Suma (NA+) | Navarra Suma (NA+) | 2,89  | 0          | 6,76  | 1          | —     | —          | —     | —          | —     | —          | —     | —          |
| Agrupación Popular Cirbonera (APC)          | 6,98  | 1          | 10,17              | 1                  | 8,63  | 1          | 12,26 | 2          | 13,87 | 2          | —     | —          | —     | —          | —     | —          |
| Navarra Suma (NA+)                          | —     | —          | 50,18              | 7                  | —     | —          | —     | —          | —     | —          | —     | —          | —     | —          | —     | —          |
| Iniciativa Ciudadana Cirbonera (ICC)        | —     | —          | —                  | —                  | 9,54  | 1          | 8,93  | 1          | —     | —          | —     | —          | —     | —          | —     | —          |
| Iniciativa por la Ribera (IX)               | —     | —          | —                  | —                  | 2,39  | 0          | —     | —          | —     | —          | —     | —          | —     | —          | —     | —          |
| Vox                                         | —     | —          | —                  | —                  | 1,74  | 0          | —     | —          | —     | —          | —     | —          | —     | —          | —     | —          |
| Convergencia de Demócratas de Navarra (CDN) | —     | —          | —                  | —                  | —     | —          | 4,84  | 0          | 11,04 | 1          | —     | —          | —     | —          | —     | —          |
| Unidad Popular de Izquierdas (UPI)          | —     | —          | —                  | —                  | —     | —          | —     | —          | —     | —          | —     | —          | —     | —          | 5,47  | 0          |

## Patrimonio

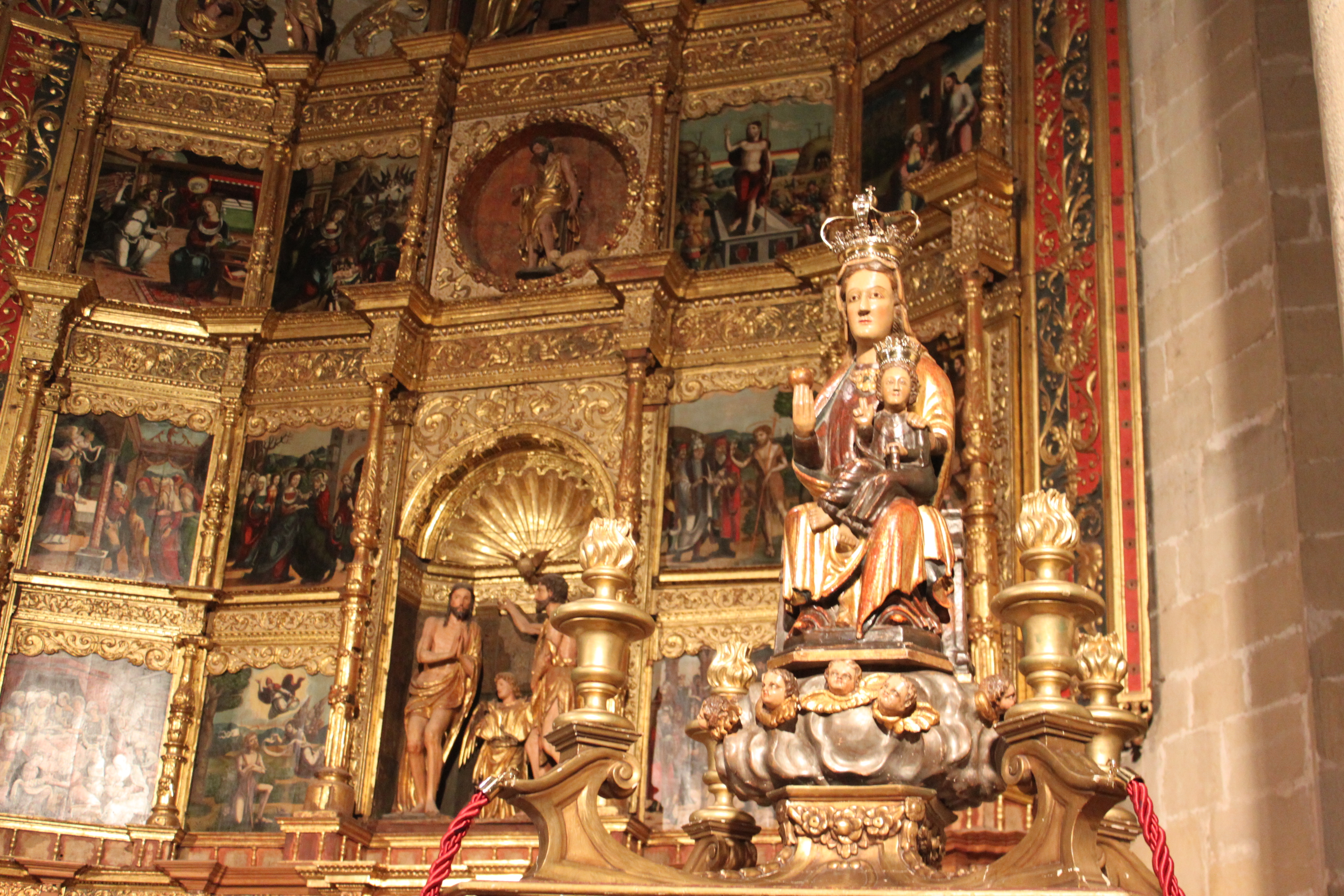
Imagen de la Virgen de la Paz, Patrona de Cintruénigo, en la iglesia de San Juan Bautista

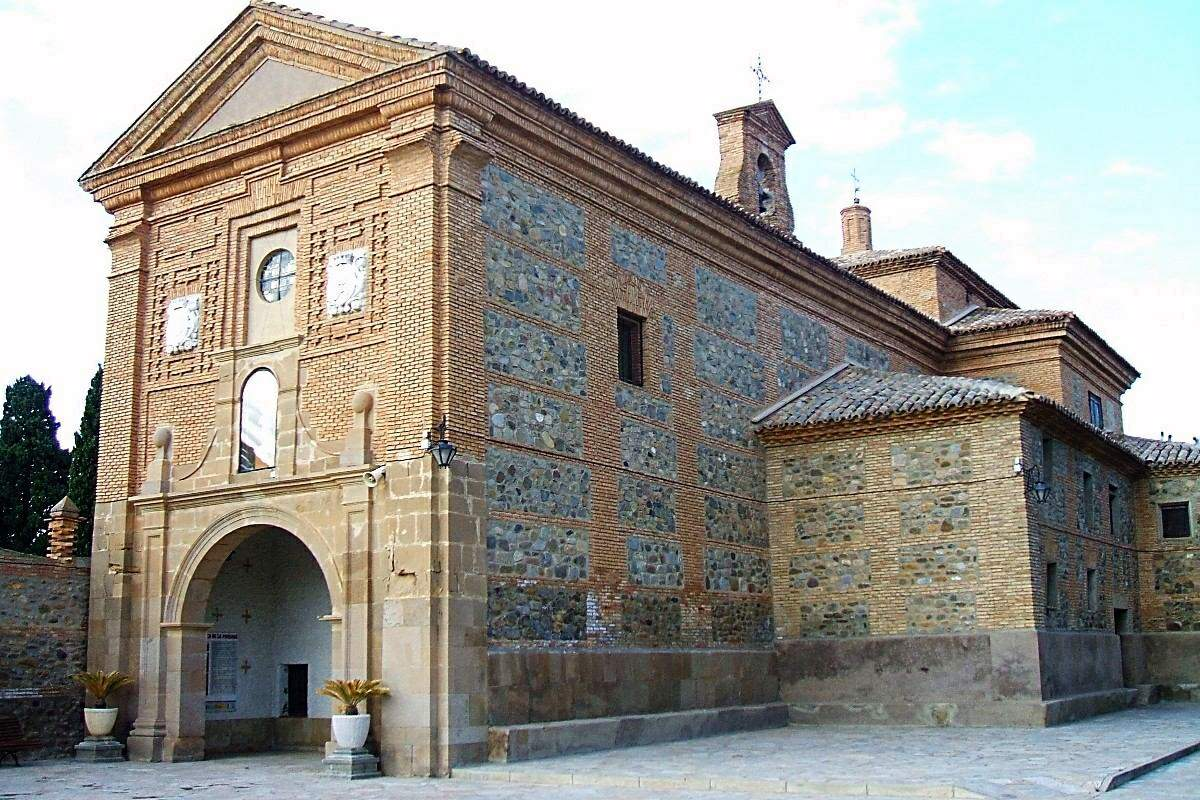
Basílica de la Purísima

### Monumentos religiosos
- Iglesia de San Juan Bautista. Construida en el siglo XVI (1510-1587). Se trata de un edificio de los denominados de planta de salón, con tres naves de igual altura, cubiertas por bóvedas estrelladas, y cabecera pentagonal. Es de las iglesias llamadas columnarías por ser sus columnas redondas, y de las pocas en España que tiene cinco pares de columnas. En el siglo XIX se añadió el primer tramo del templo, con los portales de las dos entradas, y la sacristía. El retablo mayor es una obra muy destacada del renacimiento navarro. En la iglesia se venera la imagen de la Virgen de la Paz, patrona de la Villa. Se trata de una talla gótica del siglo XIV.
- Basílica de la Purísima, del siglo XVII. Planta de cruz latina. Se dice que es la primera iglesia en España dedicada a la Inmaculada Concepción.

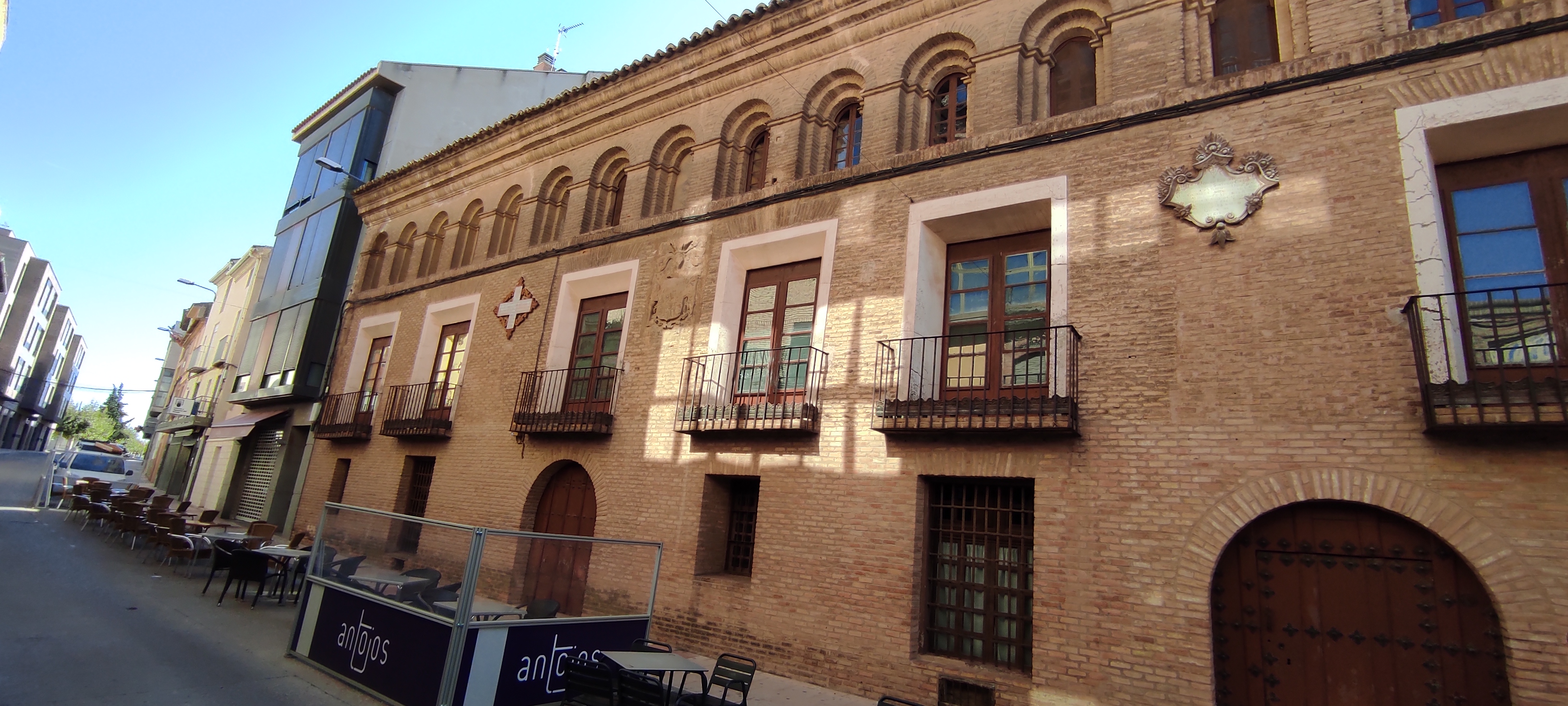
Casa Navascués

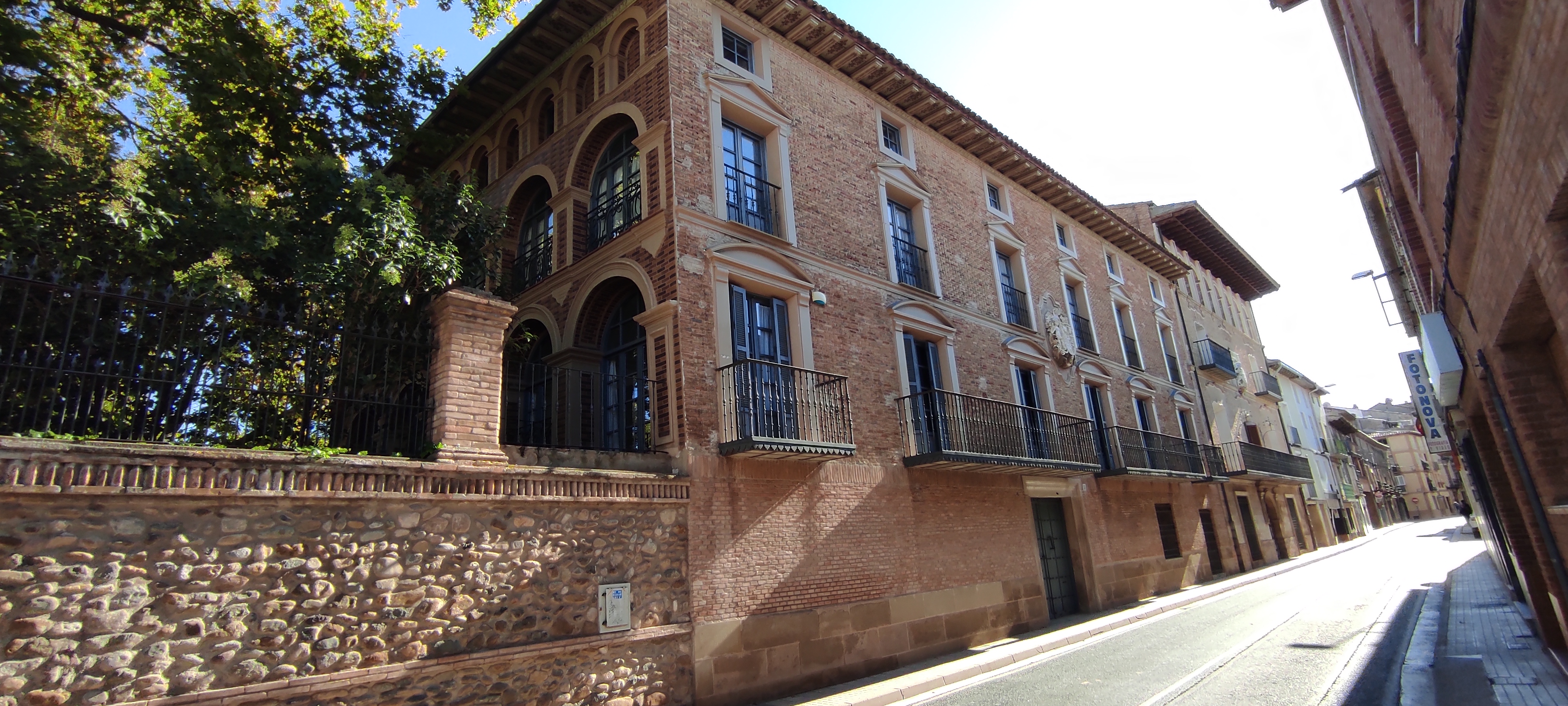
Casa Ligués

### Monumentos civiles
- Casa Ligués: Donde residía el antiguo conde de Ligués. De finales del siglo XVIII. Construcción palaciega de líneas noeclásicas, de ladrillo. Escudo de armas barroco labrado en piedra.
- Casa Navascués: Donde vivíó el marqués de Navascués.

## Cultura

### Fiestas y eventos
- 24 de enero: Fiesta de la Virgen de la Paz. Una gran tradición son las dulces Trenzas de la Virgen, que cada año hace una cirbonera. Son dulces de color rosa y blanco, hechos en forma de trenza a base de caramelo, cuya venta se ha expandido también a localidades limítrofes.
- Carnavales: Desde hace ya décadas, en Carnavales los cirboneros se disfrazan de Zarramuskeros, que manchan con azulete a todo aquel que no se ha disfrazado.
- 3 de mayo: Procesión de los Ballesteros de la Santa Cruz.
- 24 de junio: Fiestas de San Juan Bautista, patrón de Cintruénigo. Se celebra desde el día 23 de junio con actos como con el tradicional cuelgue y descuelgue del Chapalangarra y el baile de La Sanjuanera al calor de la hoguera. El día 24 las cuadrillas preparan sus comidas en los campos de la vega del Alhama.
- Del 30 de agosto al 7 de septiembre se celebra en la iglesia de San Juan Bautista la novena a la Virgen de la Paz, famosa por la música para coro, orquesta y solistas, compuesta en el siglo XIX y que se interpreta con dicha ocasión. Además, tras la novena se venden los tradicionales cordones de la Virgen de La Paz, que cada cirbonero se coloca a modo de pulsera.
- Del 7 al 13 de septiembre. Fiestas patronales en honor de la Virgen de la Paz. Destacando la tradición del "Gigantón", baile antiguamente llamado "Fiesta Alegre" que se realiza por la Comparsa de Gigantes y Cabezudos al final de la tarde, después de la salida de los toros. Los gigantes y cabezudos van con la banda de música recorriendo las calles por el casco antiguo hasta su llegada a la Plaza de los Fueros donde se realiza el susodicho baile.
- 1 de mayo: Fiestas de la juventud.

### Gastronomía
Entre los platos típicos de Cintruénigo destacan los espárragos con huevos escalfados, las migas dulces, las alubias pochas, el cardo rojo en ensalada, la morcilla dulce y las borrajas con patatas. También existe un dulce típico conocido como trenzas de la Virgen de la Paz, se trata de un caramelo en forma de trenza, de color rosa o blanco, que suele degustarse el día 24 de enero.